# U-23号潜艇 (1913年)
陛下之23号潜艇是德意志帝国海军建造的一艘潜艇或称U艇。它由基尔的日耳曼尼亚船厂承建，于1913年4月12日下水，至同年9月11日交付使用。U-23号是在第一次世界大战海战期间服役的329艘德国潜艇之一，并参加了大西洋潜艇战役。在三次巡逻中，该艇共击沉了容积总吨为8822吨的7艘协约国或中立国商船。1915年7月20日，U-23号在苏格兰设得兰群岛的费尔岛附近（58°55′N 0°14′E / 58.917°N 0.233°E）受Q船路易丝公主号引诱后，由C27号潜艇以鱼雷击沉。艇内官兵有24人阵亡，10人幸存。

## 历史
U-23号是由德意志帝国海军于1911年3月18日向基尔的日耳曼尼亚船厂订购。它自1911年12月21日开始铺设龙骨，1913年4月12日下水，至同年9月11日交付使用。
1915年7月20日，英国Q船路易丝公主号与C27号潜艇在苏格兰设得兰群岛的费尔岛附近设伏。正在该海域巡逻的U-23号顺利上钩，直至英军潜艇发射鱼雷，德国人才恍然大悟。U-23号紧急下潜，但被快速袭来的第2枚鱼雷炸得粉碎。艇内34名官兵中仅4名军官及6名水兵获救。

## 袭击历史摘要
| 日期          | 船名       | 船籍 | 吨位 | 结局 |
| ------------- | ---------- | ---- | ---- | ---- |
| 1915年3月13日 | 因弗盖尔号 | 英国 | 1794 | 击沉 |
| 1915年3月15日 | 芬戈号     | 英国 | 1562 | 击沉 |
| 1915年5月15日 | 马大号     | 丹麦 | 1182 | 击沉 |
| 1915年5月19日 | 贵橄榄石号 | 英国 | 222  | 击沉 |
| 1915年5月19日 | 克里蒙德号 | 英国 | 173  | 击沉 |
| 1915年5月19日 | 卢塞恩号   | 英国 | 154  | 击沉 |
| 1915年5月22日 | 弥涅耳瓦号 | 挪威 | 3735 | 击沉 |

## 脚注
1. ↑  Helgason, Guðmundur. . German and Austrian U-boats of World War I - Kaiserliche Marine - Uboat.net.   [16 March 2015].
2. ↑  Helgason, Guðmundur. . German and Austrian U-boats of World War I - Kaiserliche Marine - Uboat.net.   [16 March 2015].
3. ↑  Helgason, Guðmundur. . German and Austrian U-boats of World War I - Kaiserliche Marine - Uboat.net.   [16 March 2015].
4. ↑  Helgason, Guðmundur. . German and Austrian U-boats of World War I - Kaiserliche Marine - Uboat.net.   [16 March 2015].
5. ↑  Gröner，第4–5頁.
6. ↑  陈进，第55–56頁.
7. ↑  Helgason, Guðmundur. . German and Austrian U-boats of World War I - Kaiserliche Marine - Uboat.net.   [16 March 2015].